# Bella Davidovich

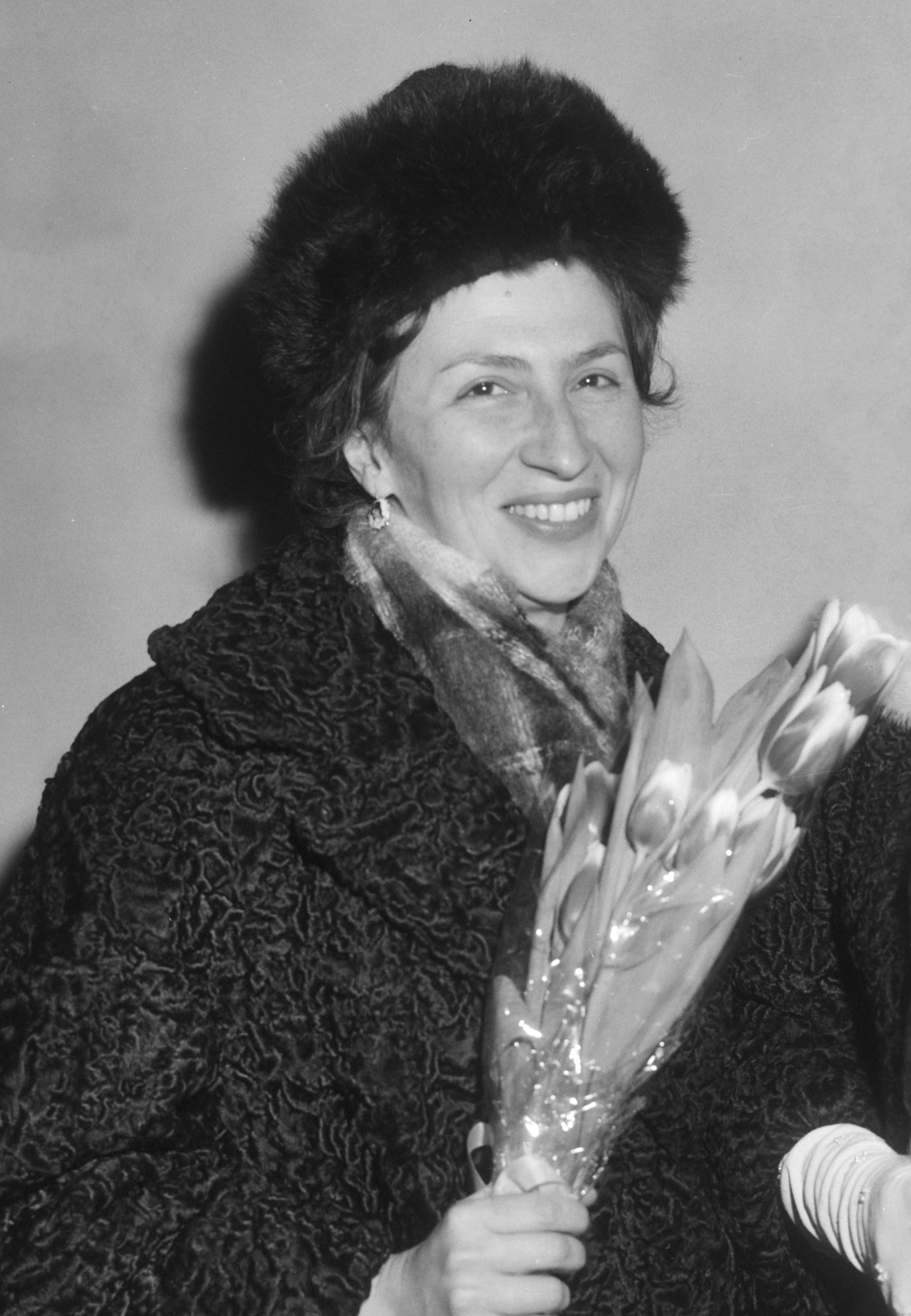
Bella Davidovich, 1966

 Bella Davidovich (russisch Белла Михайловна Давидович, Bella Michailowna Dawidowitsch; * 16. Juli 1928 in Baku) ist eine US-amerikanische Pianistin.

## Leben
Bella Davidovich wurde in Baku, damals zur Sowjetunion gehörend, geboren. Sie stammt aus einer musikalischen Familie. Ihr Vater, ein Chirurg, war Amateurmusiker, ihre Mutter und die Großmutter waren professionelle Musikerinnen im Chor und Orchester der Bakuer Oper.
Bella Davidovich erhielt als Sechsjährige ersten Klavierunterricht am Konservatorium in Baku. Ihr erstes Konzert gab sie 1937. Am Moskauer Konservatorium, das sie ab 1939 besuchte, wurde sie von Konstantin Igumnow unterrichtet, nach dessen Tod von Jakow Flier. Sie schloss ihre Ausbildung 1951 ab und war bis 1954 Fliers Assistentin. Ihr Mann, der Violinist Julian Sitkowetski (1925–1958), starb 1958. Von 1950 bis 1978 trat sie als Solistin mit dem Staatlichen Sinfonieorchester der Leningrader Philharmonie in der Sowjetunion und in Ländern des Ostblocks auf. Von 1962 bis 1978 lehrte sie am Moskauer Konservatorium.
1977 begleitete Bella Davidovich ihren Sohn Dmitri Sitkowetski  zu dessen Konzert in Amsterdam. Als dieser nicht in die Sowjetunion zurückkehrte, durfte sie nicht mehr im Ausland auftreten. 1978 emigrierte sie in die Vereinigten Staaten und gab ihr USA-Debüt im Oktober 1979 in der Carnegie Hall. Ab 1982 lehrte sie außerdem an der Juilliard School. 1984 erhielt sie die US-Staatsbürgerschaft. 1988 kehrte sie zum ersten Mal nach der Emigration in die Sowjetunion zurück. Seit 1999 unterrichtet sie Meisterschüler am Konservatorium in Baku.
Bella Davidovich konzertierte mit Dirigenten wie Charles Dutoit, Christoph Eschenbach, Neeme Järvi, Mstislaw Rostropowitsch und Edo de Waart.
Sie spielt bevorzugt Werke von Frédéric Chopin ein, aber auch von Joseph Haydn, Camille Saint-Saëns, Edvard Grieg, Sergei Prokofjew und anderen Komponisten.

## Preise
- 1949 Erster Preis beim Internationalen Chopin-Wettbewerb